# Artiphex melanopyga
Espèce
Synonymes
- Epeira melanopyga L. Koch, 1871
- Epeira mastersii Bradley, 1876

Artiphex melanopyga est une espèce d'araignées aranéomorphes de la famille des Araneidae.

## Distribution
Cette espèce est endémique du Queensland en Australie.

## Description
Le mâle décrit par Kallal et Hormiga en 2018 mesure 6,20 mm et la femelle 12,29 mm, les mâles mesurent de 4,46 à 6,91 mm et les femelles de 9,45 à 13,59 mm.

## Systématique et taxinomie
Cette espèce a été décrite sous le protonyme Epeira melanopyga par L. Koch en 1871. Elle est placée dans le genre Singotypa par Rainbow en 1916, dans le genre Phonognatha par Kuntner, Coddington et Hormiga en 2008 puis dans le genre Artifex par Kallal et Hormiga en 2018. Artifex Kallal & Hormiga, 2018 étant préoccupé par Artifex Silveira, 2008, il a été remplacé par Artiphex par Kallal et Hormiga en 2022.
Epeira mastersii a été placée en synonymie par Kallal et Hormiga en 2018.

## Publication originale
- L. Koch, 1871 : Die Arachniden Australiens, nach der Natur beschrieben und abgebildet. Nürnberg, vol. 1, p. 1-104 (texte intégral).